# 海因里希·西登托普夫
海因里希·弗里德里希·西登托普夫（德語：Heinrich Friedrich Siedentopf，1906年12月1日—1963年11月28日），是一位德国天文学家和物理学家。
他出生于汉诺威，1930年成为海因里希·沃格特的助手，后加入海德堡国家天文台。1940年至1946年间，为耶拿大学天文系教授兼大学天文台台长。1949年担任蒂宾根大学教授，在那里，他后来死于心脏病发作。
西登托普夫教授总共发表过146篇论文和一部教科书。他主要研究宇宙、恒星对流光度和黄道光测量。1934年，开发出一个可调节光圈的"斯泰森-希尔特光度计"(Stetson-Schilt photometer)，可让观察者调整天文底片的爆光水平。
月球上的西登托普夫环形山和主带小行星5375 西登托普夫就是以他的名字命名的。

## 参引
1. ↑  Barnstedt, Jürgen. . 天文学和天体物理学研究. 2005-09-29  [2009-04-11]. （原始内容存档于2007-07-22）.
2. ↑  Zirker, Jack B. . 普林斯顿大学出版. 2002: 62. ISBN 0-691-05781-8.
3. ↑  . 爱尔兰天文杂志: 165. Bibcode:1969IrAJ....9..165..
4. ↑  . 麦考密克博物馆. 2005-12-28  [2009-04-11]. （原始内容存档于2011-03-11）.
5. ↑  Hearnshaw, J. B. . 剑桥大学出版. 1996: 292. ISBN 0-521-40393-6.
6. ↑  布鲁, 詹尼弗. . USGS. 2007年7月25日  [2007-08-05]. （原始内容存档于2012-04-08）.